# Сельское поселение Южное (Самарская область)
Южное сельское поселение — муниципальное образование в Большеглушицком районе Самарской области.
Административный центр — посёлок Южный.

## Население
| 2010  | 2012  | 2013  | 2014  | 2015  | 2016  | 2017  |
| ----- | ----- | ----- | ----- | ----- | ----- | ----- |
| 1743  | ↘1683 | ↘1636 | ↘1580 | ↘1545 | ↘1490 | ↘1438 |
| 2018  | 2019  | 2020  | 2021  |       |       |       |
| ↘1369 | ↘1330 | ↘1316 | ↗1352 |       |       |       |

## Административное устройство
В состав сельского поселения Южное входят:
- посёлок Южный,
- посёлок Бугринка,
- посёлок Каменнодольск,
- посёлок Кочевной,
- посёлок Малороссийский,
- посёлок Рязанский,
- село Муратшино,
- село Таш-Кустьяново.